# Jan Zrzavý

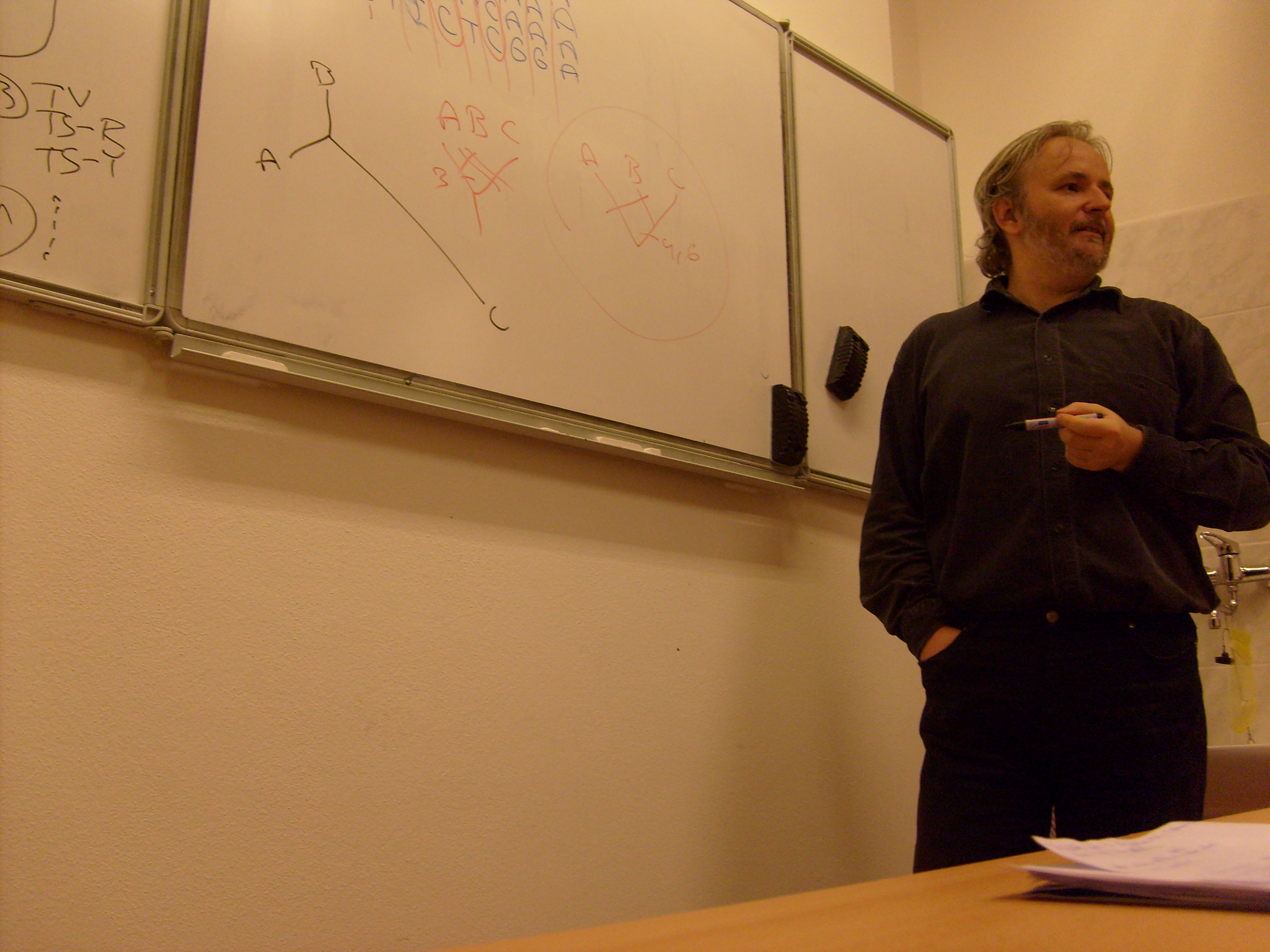
Jan Zrzavý podczas wykładów na Uniwersytecie Południowoczeskim w Czeskich Budziejowicach

Jan Zrzavý (ur. 1964 r. w Pradze) – czeski biolog ewolucyjny i filogenetyk; profesor doktor nauk przyrodniczych i candidatus scientiarum. Obecnie pracuje w Instytucie Entomologicznym Czeskiej Akademii Nauk (czes. Entomologický ústav AV ČR), gdzie prowadzi badania nad filogenezą i morfologią ewolucyjną bezkręgowców a także prowadzi kursy i wykłady dotyczące ewolucji biologicznej i filogenezy na Wydziale Biologii Uniwersytetu Południowoczeskiego w Czeskich Budziejowicach (czes. Jihočeská univerzita). Zrzavý zajmuje się również kulturowym aspektem ewolucji. Oprócz specjalistycznych artykułów pisanych dla licznych pism naukowych udziela się również na łamach popularnonaukowego czasopisma "Vesmír" oraz tygodnika "Respekt". Jest autorem wielu książek o tematyce ewolucyjnej, m.in. publikacji pdt. Dlaczego ludzie się zabijają?

## Dzieło

### Publikacje książkowe
- 2003 – Nový přehled biologie (razem z Stanislvem Rospylą i innymi autorami, Praga: wydawnictwo Scientia).
- 2004 – Jak se dělá evoluce: od sobeckého genu k rozmanitosti života (razem z Davidem Storchem i Stanislavem Mihulką, Praga – Litomyśl: wydawnictwo Paseka, 296 str.).
- 2004 – Proč se lidé zabíjejí: Homicida a genocida. Evoluční okno do lidské duše (Praga: wydawnictwo Triton, 130 str.)
- 2006 – Fylogeneze živočišné říše (Praga: wydawnictwo Scientia).

Jan Zrzavý jest także autorem posłowia do czeskiego przekładu książki Maszyna memowa (czes. Teorie memů. Kultura a její evoluce) napisanej przez Susan Blackmore.

### Wybór artykułów
Artykuły oznaczone niebieską barwą są dostępne na internetowej wersji czasopisma "Vesmír". Artykuły niemające linku są niedostępne dla publiczności.
- O egoismu všeho živého. vesmir.cz. [zarchiwizowane z tego adresu (2007-09-27)]. (cz.)
- Zvířata jsou hloupí lidé, nikoliv stroje. vesmir.cz. [zarchiwizowane z tego adresu (2007-09-27)]. (cz.)
- Šťastný nálezce pištce nezdobeného je očekáván. vesmir.cz. [zarchiwizowane z tego adresu (2007-09-27)]. (cz.)
- Homicida a lidská přirozenost
- Genocida a lidská přirozenost